# I. Fallschirmkorps
La I. Fallschirmkorps (1er Corps de parachutiste) a été l'un des principaux Corps de la Luftwaffe allemande durant la Seconde Guerre mondiale.
Ce Corps a été formé en janvier 1944 à Rome à partir de la II. Luftwaffen-Feldkorps. Ce corps a combattu exclusivement en Italie. Il contrôle l'un ou l'autre ou les deux les 1. et 4. Fallschirmjäger-Division tout au long de la guerre.
Ce corps capitule au nord de l'Italie en avril 1945.

## Commandement

Drapeau du chef du Fallschirmkorps

| Début             | Fin               | Grade           | Nom                           |
| ----------------- | ----------------- | --------------- | ----------------------------- |
| 1er janvier 1944  | 1er novembre 1944 | General         | Alfred Schlemm                |
| 1er novembre 1944 | 3 mai 1945        | Generalleutnant | Richard Heidrich              |
| 23 janvier 1945   | 7 février 1945    | Generalleutnant | Hellmuth Böhlke (par intérim) |

## Chef d'état-major
| Début     | Fin       | Grade  | Nom                    |
| --------- | --------- | ------ | ---------------------- |
| 1944      | 1945      | Oberst | Karl-Heinz von Hofmann |
| 1945      | Mars 1945 | Oberst | Koller-Kraus           |
| Mars 1945 | Mai 1945  | Oberst | Otto Heckel            |

## Quartier Général
Le Quartier Général se déplace suivant l'avancement du front.
| Début          | Fin            | Ville            |
| -------------- | -------------- | ---------------- |
| Avril 1944     | Juin 1944      | Rome             |
| Juin 1944      | Août 1944      | Monteriggioni    |
| Août 1944      | Septembre 1944 | Prato à Florence |
| Septembre 1944 | Janvier 1945   | Bologne          |
| Janvier 1945   | Avril 1945     | Molinella        |

## Rattachement
| Février 1944 - Octobre 1944 : |  | Luftwaffenbefehlshaber Mitte | basé à Nettuno dans les Apennins |
| Novembre 1944 - Avril 1945 :  |  | Luftflotte Reich             | basé dans les Apennins           |

## Unités affectés au corps
- Artilleriekommandeur 122
- Fallschirm-Artillerie-Kommandeur 11, à partir de janvier 1945
- Korps-Nachrichten-Abteilung 1 der Luftwaffe
- Korps-Aufklärungs-Abteilung 1 der Luftwaffe
- Korps-Artillerie-Regiment 1 der Luftwaffe
- Sturmgeschütz-Abteilung 1 der Luftwaffe
- Fallschirm-Flak-Regiment 1
- Fallschirm-MG-Bataillon 1
- Kommandeur der Nachschubeinheiten I. Fallschirm-Korps

## Unités subordonnées
Le corps gère plusieurs unités de la Luftwaffe, ainsi que certaines divisions de la Heer et de la Waffen-SS.

Le corps réglemente les unités suivantes au cours de la guerre :
- 65. Infanterie-Division : 9 février 1944 - 17 juin 1944 / 13 octobre 1944 - 5 novembre 1944
- 4. Fallschirmjäger-Division : 9 février 1944 - 30 avril 1945
- 3. Infanterie-Division : 1er mars 1944 - 11 juillet 1944
- 356. Infanterie-Division : 17 juin 1944 - 16 septembre 1944
- 26. Panzer-Division : 17 juin 1944 - 11 juillet 1944 / 12 avril 1945 - 30 avril 1945
- 29. Infanterie-Division : 11 juillet 1944 - 31 août 1944
- 334. Infanterie-Division : 31 août 1944 - 16 septembre 1944 / 1er mars 1945 - 12 avril 1945
- 362. Infanterie-Division : 16 septembre 1944 - 5 novembre 1944
- Grenadier-Lehr-Brigade : 13 octobre 1944 - 5 novembre 1944
- 16. SS-Division : 13 novembre 1944 - 31 décembre 1944
- 94. Infanterie-Division : 5 novembre 1944 - 31 décembre 1944
- 90. Infanterie-Division : 19 février 1945 - 1er mars 1945
- 715. Infanterie-Division : 19 février 1945 - 1er mars 1945
- 1. Fallschirmjäger-Division : 19 février 1945 - 30 avril 1945
- 278. Infanterie-Division : 1er mars 1945 - 12 avril 1945
- 305. Infanterie-Division : 12 avril 1945 - 30 avril 1945

Les troupes de remplacement ont été fournies par le Fallschirm-Jäger-Ersatz-Bataillon 1. 